# 과형성
과형성은 외부 자극에 대한 정상 세포의 반응으로 세포증식에 의해 조직의 부피가 증가하는 것을 말한다. 외부 자극은 생리적인 자극과 이상 자극을 모두 포함한다.
세포분열이 항진하고 조직이 증식하여 정상보다 세포의 수가 많아진 상태를 일컫는데, 종양과 달리 세포의 형태와 정렬상태도 정상 조직과 같다. 즉 세포이형이나 구조이형이 아닌 상태를 말한다.